# 楚雄龍屬
楚雄龍屬（學名：Chuxiongosaurus）是基礎型蜥腳形亞目恐龍的一屬，生存於侏儸紀早期的東亞。
正模標本（編號CMY LT9401）是一個接近完整的頭顱骨與下頜。化石發現於中國雲南省楚雄市祿豐縣中村鎮的下祿豐組。在2010年，呂君昌、小林快次等人將這些化石進行敘述、命名，模式種是祿豐楚雄龍（C. lufengensis）。
淚骨垂直於上頜骨的腹緣，類似槽齒龍。楚雄龍被認為是第一個發現於中國的早侏儸世地層的原始蜥腳類恐龍化石；但也擁有一些原蜥腳類的特徵，例如較長的頭顱骨、上頜骨的喙狀嘴傾斜，牙齒沒有狹窄的齒冠，顯示牠們比近蜥龍還原始。